# Acanthocinus validus
Acanthocinus validus är en skalbaggsart som beskrevs av Masaki Matsushita 1936. Acanthocinus validus ingår i släktet Acanthocinus och familjen långhorningar. Inga underarter finns listade i Catalogue of Life.